# Coudehard

Coudehard este o comună în departamentul Orne, Franța. În 1 ianuarie 2022 avea o populație de 78 de locuitori.